# Teodosio (patriarca nestoriano)
Teodosio (Beth Garmai, ... – Baghdad, 6 novembre 858) è stato un vescovo cristiano orientale siro, vescovo di Anbar, metropolita di Beth Lapat e patriarca della Chiesa d'Oriente dall'853 all'858.

## Biografia
Originario del Beth Garmai, era fratello di Tommaso, metropolita di Karka d'Beth Slokh. Il patriarca Sabrisho II (831-835) lo aveva nominato vescovo di Anbar, e attorno all'835/7 era diventato metropolita di Beth Lapat nella provincia del Khūzestān.
Attorno all'848 Teodosio dovette abbandonare Beth Lapat, ritirarsi nel Beth Garmai e non fare più ritorno nel Khūzestān. Infatti, per l'accresciuta importanza economica e sociale della città di Hormizd Ardashir, aveva deciso di trasferirvi la sede metropolitana, cosa che suscitò la netta opposizione della comunità cristiana di Beth Lapat.
Il patriarca Abramo II morì il 9 novembre 850 e la sua successione fu complicata dalla rivalità tra le diverse famiglie nestoriane. Grazie all’appoggio del medico di corte, cristiano, Yuḥānnā ibn Bakhtīshūʿ, la scelta definitiva cadde su Teodosio, che fu consacrato patriarca nell'anno 5º del califfato di Al-Mutawakkil (ca. 853). Gli oppositori non si arresero ai fatti e accusarono Bakhtīshū di frode e falsità. Il califfo lo fece incarcerare, come pure il suo protetto, il patriarca Teodosio.
La collera del califfo fu all'origine di un movimento anticristiano che colpì la Chiesa d'Oriente. Queste sommosse portarono alla distruzione di chiese e conventi e all'introduzione di misure discriminatorie, tra cui quella di indossare un segno distintivo, per distinguere chi era cristiano e chi musulmano. Alcune fonti, non sempre verificabili, parlano di decine di migliaia di defezioni nella comunità cristiana di Baghdad.
Teodosio rimase in prigione per tre anni e mezzo, prima a Baghdad poi a Samarra. Infine fu liberato, poté rientrare nella capitale. Morì il 6 novembre 858. e fu sepolto nella chiesa di Dayr al-Jāthalīq.